# Михаил Булгаков
Михаил Афанасјевич Булгаков (рус. Михаи́л Афана́сьевич Булга́ков; Кијев, 15. мај 1891 — Москва, 10. март 1940) био је руски писац, драматург и позоришни редитељ. Писао је на руском језику. Аутор је великог броја приповедака, прича, фељтона, позоришних комада, драматизација, филмских сценарија и оперских либрета. Најпознатији је по роману Мајстор и Маргарита, објављеном постхумно, који је назван једним од ремек-дела 20. века.

## Биографија

### Детињство и младост
Михаил Булгаков се родио 15. маја 1891. у породици професора Кијевске духовне академије Опанаса Ивановича Булгакова и његове жене Варваре Михајловне у Кијеву. У породици је било седморо деце: Михаил, Вера, Нађа, Варвара, Микола, Иван и Олена.
Михаил Булгаков је 1909. завршио кијевску Прву гимназију и уписао се на медицински факултет "Тарас Шевченко" Кијевског универзитета.
Булгаков се први пут оженио 1913. Татјаном Лапом. Њихови новчани проблеми започели су већ на дан свадбе. Татјанин отац им је месечно слао 50 рубаља, што је у то време био пристојан износ. Но, новац им је брзо нестајао, будући да је Булгаков био спонтана особа и није волео да штеди. Ако би му се прохтело да потроши последње резерве новца на такси, без размишљања би то учинио.
Након почетка Првог светског рата Булгаков је неколико месеци радио као лекар у прифронтној зони. Затим су га послали да ради у село Никољскоје Смоленске губерније, а након тога је радио као лекар у Вјазми.
Године 1917. почео је да узима морфијум, првобитно да олакша алергијске реакције на лек против дифтерије, који је узео бојећи се болести након обављене операције. Затим је узимање морфијума постало редовно. У октобру 1917. први пут је дошао у Москву, зауставивши се код свог ујака, познатог московског лекара-гинеколога Н. М. Покровског, који је постао прототип професора Преображенског из приче "Псеће срце". У јесен 1918. Булгаков се вратио у Кијев где је започео приватну праксу као венеролог. У то време престао је да узима морфијум. За време грађанског рата у Русији, у фебруару 1919, Булгакова су мобилизовали као војног лекара у војску Украјинске народне републике.
Те исте године је радио и као лекар Црвеног крста, а затим и у Оружаним снагама Југа Русије. У саставу Треће Терске козачке пуковније борио се на Северном Кавказу. Активно је објављивао у новинама (чланак "Будуће перспективе"). За време повлачења Добровољачке армије почетком 1920. није отишао у Грузију, него је остао у Владикавказу јер је оболео од тифуса.

### Зрело доба
Крајем септембра 1921. Булгаков се преселио у Москву и почео да сарађује као фељтонист са московским новинама ("Гудок", "Рабочиј") и часописима ("Медицинскиј работник", "Россија", "Возрожденије"). У то време је објавио поједина дела у новинама "Накануне" које су излазиле у Берлину. Од 1922. до 1926. у новинама "Гудок" је било објављено више од 120 репортажа, огледа и фељтона Булгакова.
Године 1923, Булгаков је постао члан Сверуског савеза писаца (рус. "Всероссийский Союз писателей"). 1924. је упознао Љубов Јевгењевну Белозерску, која се недавно вратила из иностранства, и која је 1925. постала његова друга жена.
У октобру 1926. је у МХАТу са великим успехом одржана представа „Дани Турбинових“, која се веома свидела Стаљину. Истовремено се у Совјетској штампи ширила интензивна и крајње оштра критика стваралаштва Михајла Булгакова. Крајем октобра 1926. је у државном академском позоришту Ватангов с великим успехом премијерно одржана представа Зојкин Стан.
Године 1928, Булгаков је отпутовао са женом на Кавказ; посетили су Тбилиси, Батуми, Зелени Мис, Владикавказ, Гудермес. У Москви је те године премијерно одржана представа "Гримизни оток". Код Булгакова се појавила замисао романа касније названог "Мајстор и Маргарита". Писац је такође започео рад на комаду о Молијеру („Робовање лицемера“).
Године 1929, Булгаков је упознао Јелену Сергејевну Шиловску која је постала његова трећа и уједно последња жена 1932.
Од 1930. Булгаковљева дела су престала да се издају, а позоришни комади повлачени су се репертоара позоришта. Била су забрањена извођења комада "Бег", "Зојкин стан", "Гримизно острво", "Дани Турбинових".
У јануару 1932. Стаљин је поново дозволио извођење представе "Дани Турбинових", и до рата се више није забрањивала. Међутим, ниједно позориште, осим МХАТ-а, није ју изводило. Године 1936., након чланка у "Правди", Булгаков је отишао из МХАТ-а и почео да ради у Бољшој театру као либретист и преводилац. 1937. Булгаков је ради на либрету "Минин и Пожарски" и "Петар I". Дружио се с Исаком Дунајевским, популарним совјетским композитором.

### Болест и смрт
1939. Булгаков је радио на либрету "Рахел", а такође на комаду о Стаљину ("Батум"). Здрављe је почело да му се нагло погоршава. Лекари су му дијагностиковали хипертензивну нефросклерозу. Наставио је да узима морфијум који му је преписан 1924. да смањи болове. У том раздобљу је почео да диктира жени последње верзије "Мајстора и Маргарите".
Од фебруара 1940. пријатељи и породица су стално дежурали крај његове постељe. Булгаков је преминуо 10. марта 1940. Сахрањен је на Новодевичанском гробљу. На његовом гробу је, захваљујући његовој супрузи, постављен камен звани „Голгота“, који је пре тога био на Гогољевом гробу.

## Дела

### Приповетке и романи
- Чичиковљеви доживљаји (рус. Похождения Чичикова), поема у 2 чина с прологом и епилогом, 1922.
- Бела гарда (рус. Белая гвардия), роман, 1922—1924
- Ђаволијада (рус. Дьяволиада), приповетка, 1923.
- Белешке на манжетама (рус. Записки на манжетах), приповетка, 1923.
- Гримизно острво (рус. Багровый остров), приповетка издата у Берлину 1924.
- Кобна јаја (рус. Роковые яйца), приповетка, 1924.
- Псеће срце (рус. Собачье сердце), приповетка из 1925, у Совјетском Савезу издата тек 1987.
- Велики канцелар. Кнез таме (рус. Великий канцлер. Князь тьмы), део скице романа "Мајстор и Маргарита", 1928—1929
- Копито инжењера (рус. Копыто инженера), роман, 1928—1929
- Тајном другу (рус. Тайному другу), недовршена приповетка, 1929, у Совјетском Савезу издана 1987.
- Мајстор и Маргарита (рус. Мастер и Маргарита), роман, 1929—1940, у Совјетском Савезу издаван 1966—1967, у потпуности 1973.
- Живот господина де Молиереа (рус. Жизнь господина де Мольера), роман, 1933, у Совјетском Савезу издан 1962.
- Позоришни роман (рус. Театральный роман), Белешке покојника (рус. Записки покойника), недовршени роман, 1936—1937, у Совјетском Савезу издан 1965.

### Позоришни комади, либрета, филмски сценарији
- Зојкин стан (рус. Зойкина квартира), драма, 1925, у Совјетском Савезу изведена 1926, изашла у масовној штампи 1982.
- Дани Турбина (рус. Дни Турбиных), драма написана на основу романа „Бела гарда”, 1925, у Совјетском Савезу изведена 1925, изашла у масовној циркулацији 1955.
- Бег (рус. Бег), драма, 1926—1928
- Гримизно острво (рус. Багровый остров), драма, 1927, у Совјетском Савезу издана 1968.
- Магија претворника (рус. Кабала святош), драма, 1929, (у СССР-у изведена 1936); 1931. цензура је допустила изведбу с низом краћења под називом „Молиер”, али у таквом облику је била одгођена
- Адам и Ева (рус. Адам и Ева), драма, 1931.
- Слабоумни Журден (рус. Полоумный Журден), драма, 1932, у Совјетском Савезу издана 1965.
- Блаженство (сан инжењера Рејна) (рус. Блаженство [сон инженера Рейна]), драма, 1934, у Совјетском Савезу издана 1966.
- Ревизор (рус. Ревизор), филмски сценарио, 1934.
- Последњи дани (Александар Пушкин) (рус. Последние дни [Александр Пушкин]), драма, 1935, у Совјетском Савезу издана 1955.
- Необичан догађај, или Ревизор (рус. Необычайное происшествие, или Ревизор), драма према комедији Николаја Гогоља, 1935.
- Иван Васиљевич (рус. Иван Васильевич), драма, 1936.
- Минин и Пожарски (рус. Минин и Пожарский), либрето за оперу, 1936, у Совјетском Савезу издан 1980.
- Црно море (рус. Чёрное море), либрето за оперу, 1936, у Совјетском Савезу издан 1988.
- Рашел (рус. Рашель), либрето за оперу према мотивима новеле „Мадемоиселле Фифи” Гија де Мопасана, 1937—1939, у Совјетском Савезу издан 1988.
- Батум (рус. Батум), драма о младости Стаљина, првобитан назив „Пастир” (рус. Пастырь), 1939, у Совјетском Савезу издана 1988.
- Дон Кихот (рус. Дон Кихот), либрето за оперу према роману Мигела де Сервантеса, 1939.

### Новеле
- №13. - Дом Ељпит-Рабкоммуне (рус. Дом Эльпит-Рабкоммуна), 1922.
- Аритметика (рус. Арифметика), зборник  „Белешке и минијатуре” (рус. „Заметки и миниатюры”, 1922.
- Уочи 3. дана (рус. В ночь на 3-е число), зборник „Белешке и минијатуре”, 1922.
- У позоришту Зимина (рус. В театре Зимина), зборник „Белешке и минијатуре”, 1922.
- Како је он полудио (рус. Как он сошёл с ума), зборник „Белешке и минијатуре”, 1922.
- Каенпе и капе (рус. Каэнпе и капе), зборник „Белешке и минијатуре”, 1922.
- Црвена круна (рус. Красная корона), зборник „Белешке и минијатуре”, 1922.
- Напад. У чаробној светиљци (рус. Налёт. В волшебном фонаре), зборник „Белешке и минијатуре”, 1922.
- Необични доживљаји доктора (рус. Необыкновенные приключения доктора), зборник „Белешке и минијатуре”, 1922.
- Седмог дана новембра (рус. Ноября 7-го дня), зборник „Белешке и минијатуре”, 1922.
- Чувајте се кривотворина! (рус. Остерегайтесь подделок!), зборник „Белешке и минијатуре”, 1922.
- Птице на мансарди (рус. Птицы в мансарде), зборник „Белешке и минијатуре”, 1922.
- Раднички грађврт (рус. Рабочий горођсад), зборник „Белешке и минијатуре”, 1922.
- Совјетска инквизиција (рус. Советская инквизиция), зборник „Белешке и минијатуре”, 1922.
- Кинеска историја. 6 призора уместо приче (рус. Китайская история. 6 картин вместо рассказа), 1923.
- Сећање... (рус. Воспоминание...), новела посвећена смрти Лењина, 1924.
- Ханска ватра (рус. Ханский огонь), 1924.
- Убрус с петлом (рус. Полотенце с петухом), циклус „Белешке младог лекара”, 1925.
- Крштење окретањем (рус. Крещение поворотом), циклус „Белешке младог лекара”, 1925.
- Челично грло (рус. Стальное горло), циклус „Белешке младог лекара”, 1925.
- Мећава (рус. Вьюга), циклус „Белешке младог лекара”, 1925.
- Мркли мрак (рус. Тьма египетская), циклус „Белешке младог лекара”, 1925.
- Изгубљено око (рус. Пропавший глаз), циклус „Белешке младог лекара”, 1925.
- Звездани осип (рус. Звёздная сыпь), циклус „Белешке младог лекара”, 1925.
- Боема (рус. Богема), 1925.
- Празник са сифилисом (рус. Праздник с сифилисом), хумористична новела, 1925.
- Прича о каро асовима (рус. Бубновая история), 1926.
- Ја сам убио (рус. Я убил), 1926.
- Морфијум (рус. Морфий), 1926.
- Трактат о стану (рус. Трактат о жилище), зборник „Трактат о стану”, 1926.
- Псалам (рус. Псалом), зборник „Трактат о стану”, 1926.
- Четири портрета (рус. Четыре портрета), зборник „Трактат о стану”, 1926.
- Језеро ракије (рус. Самогонное озеро), зборник „Трактат о стану”, 1926.

### Публицистика и фељтони
- Из свега гласа (рус. Благим матом), 1925.
- Боема (рус. Богема), 1925.
- Братски поклон немачких радника (рус. Братский подарок немецких рабочих), 1922.
- Брачна катастрофа (рус. Брачная катастрофа), 1924.
- Прича о каро асовима (рус. Бубновая история), 1926.
- Урнебес с печатима (рус. Буза с печатями), 1925.
- Бурнаковски нећак (рус. Бурнаковский племянник), 1924.
- Бивши Сингер. Држ. фабрика у Подољску (рус. Бывший Зингер. Гос. механический завод в Подольске), 1922.
- У кафани (рус. В кафэ), 1920.
- У друштву и свету (рус. В обществе и свете), 1924.
- У позоришту Зимина. Скице оловком (рус. В театре Зимина. Наброски карандашом), 1923.
- У школи градића III Интернационале (rus. В школе городка III Интернационала), 1923.
- Московска фабрика за поправке трамваја (рус. Вагонно-ремонтный завод московского трамвая), 1922.
- Рат воде са жељезом (рус. Война воды с железом), оглед, 1924.
- Звркови на колосецима (рус. Волчки на колесах), 1922.
- Вратите платформу! (рус. Восстановите платформу!), 1925.
- Генијална личност (рус. Гениальная личность), 1925.
- Пропаст Шурке-опуномоћеника. Дословна прича радничког дописника (рус. Гибель Шурки-уполномоченного. Дословный рассказ рабкора), 1924.
- Глав-полит-литургија (рус. Глав-полит-богослужение), 1924.
- Несретник-Всеволод. Историја једног безобразлука (рус. Горемыка-Всеволод. История одного безобразия), 1925.
- Државна фабрика минералних вода и воћних сокова (рус. Государственный завод минеральных и фруктовых вод № 1), 1922.
- Бучни рај (рус. Громкий рай), 1926.
- Будуће перспективе (рус. Грядущие перспективы), 1919.
- Дволики Чемс (рус. Двуликий Чемс), 1925.
- Посао иде (рус. Дело идет), Рабочаја газета, Москва, 11. август 1922.
- Посао се шири (рус. Дело расширяется), Рабочаја газета, Москва, 22. август 1922.
- Дан нашега живота (рус. День нашей жизни), Накануне, Берлин - Москва, 2. септембар 1923.
- Дечја прича (рус. Детский рассказ), Советскиј артист, Москва, 1. јануар 1939.
- Динамит!!! (рус. Динамит!!!), Гудок, Москва, 30. септембар 1925.
- Непристрано саслушање (рус. Допрос с беспристрастием), Гудок, Москва, 9. август 1924.
- Квасац и белешке (рус. Дрожжи и записки), Гудок, Москва, 30. јун 1925.
- Ђаволијада. Приповест о томе како су близанци погубили пословођу (рус. Дьяволиада. Повесть о том, как близнецы погубили делопроизводителя), Недра, Москва, март 1924, № 4
- Египатска мумија. Прича члана Синдиката (рус. Египетская мумия. Рассказ члена Профсоюза), Смехач, Л., 10. септембар 1924, № 16
- Жељени воз (рус. Желанный платило), Гудок, Москва, 10. октобар 1924.
- Зачарано место (рус. Заколдованное место), Гудок, Москва, 9. јануар 1925.
- Доказ љубави (рус. Залог любви), Гудок, Москва, 12. фебруар 1925.
- Запорошци пишу писмо турском султану (рус. Запорожцы пишут письмо турецкому султану), Гудок, Москва, 3. јун 1925.
- Заседање у присуству члана (рус. Заседание в присутствии члена), Гудок, Москва, 17. јун 1924.
- Звездани осип (рус. Звездная сыпь), Медицинскиј работник, Москва, август 1926, № 29, № 30
- Звуци неземаљске полке (рус. Звуки польки неземной), Гудок, Москва, 19. новембар 1924.
- Стегоноше будућих бојева. Дан 3. септембра (рус. Знаменосцы грядущих боев. День 3-го сентября) Рабочаја газета, Москва, 5. септембар 1922.
- Злаћани град (рус. Золотистый город), Накануне, Берлин - Москва, септембар-октобар 1923.
- Библифетчик (рус. Библифетчик), фељтон, 1924.
- Заморан пут. Монолог управе. Није бајка, него истинита прича. (рус. Беспокойная поездка. Монолог начальства. Не сказка, а быль), фељтон, 1923.
- Безобразлук у фабрици „Јариг”" (рус. Безобразия на заводе „Яриг“), фељтон, 1922.
- Апотека (рус. Аптека), фељтон, 1925.
- Аутоклаве треба добити, а одел доградити (рус. Автоклавы нужно получить, а корпус достроить), фељтон, 1922.
- Акатист нашој квалитети (рус. Акафист нашему качеству), фељтон, 1926.
- Амерички радници нам дају свој труд (рус. Американские рабочие отдают нам свой труд), фељтон, 1922.
- Банана и Сидараф (рус. Банан и Сидараф), фељтон, 1924.
- Купалишна службеница Иван (рус. Банщица Иван), фељтон, 1925.
- Белобрисова књижица. Нотес (рус. Белобрысова книжка. Формат записной), фељтон издан у Берлину 1924.
- Брачна катастрофа (рус. Брачная катастрофа), фељтон, 1924.
- Упала мозгова (рус. Воспаление мозгов), фељтон, 1926.
- Уклети Холандез (рус. Летучий голландец), фељтон, 1926.
- Лош тип (рус. Паршивый тип), фељтон, 1926.
- Пас који говори (рус. Говорящая собака), фељтон, 1924.
- Дволики Чемс (рус. Двуликий Чемс), новела
- Доказ љубави (рус. Залог любви), новела
- Звуци неземаљске полке (рус. Звуки польки неземной), новела
- Златне преписке Ферапонта Ферапонтовича Капорцева (рус. Золотые корреспонденции Ферапонта Ферапонтовича Капорцева), фељтон, 1926.
- Злаћани град (рус. Золотистый город), новела
- Игра природе (рус. Игра природы), новела
- Како се Бутон женио (рус. Как Бутон женился), новела
- Кондуктер и члан царске породице (рус. Кондуктор и член императорской фамилии), новела
- Котао судбине (рус. Колесо судьбы), новела
- Мадемоиселле Жанна (рус. Мадмазель Жанна), новела
- Мртви ходају (рус. Мертвые ходят), новела
- Москва црвенокамена (рус. Москва краснокаменная), новела
- Они желе да покажу своју образованост... (рус. Они хочуть свою образованность показать...)
- О користи алкохолизма (рус. О пользе алкоголизма), новела
- Трг на точковима (рус. Площадь на колесах), фељтон, 1926.
- Под стакленим небом (рус. Под стеклянным небом), новела
- Доживљаји покојника (рус. Приключения покойника), новела
- Просвећење с крвопролићем (рус. Просвещение с кровопролитием), новела
- Путне забилешке (рус. Путевые заметки), новела
- Посао достиже 30 ступњева (рус. Работа достигает 30 градусов)
- Сјајна свакидашњица (рус. Самоцветный быт), фељтон, 1926.
- Контактом по лубањи (рус. Смычкой по черепу)
- Врло много (рус. Сорок сороков)
- Спиритистичка сеанса (рус. Спиритический сеанс)
- Ред на ред (рус. Стенка на стенку), новела
- Престолница у нотесу (рус. Столица в блокноте), новела
- Бувашваба (рус. Таракан), новела
- Реп који се гризе (рус. Угрызаемый хвост), новела
- Видар (рус. Целитель), новела
- Црни маг (рус. Черный маг)
- Шансон дете (рус. Шансон д'этэ)
- Шпрехен зи дојч? (рус. Шпрехен зи дейтч?)
- Био је мај... (рус. Был май...)
- Вода живота (рус. Вода жизни), фељтон, 1926.
- Будуће перспективе (рус. Грядущие перспективы), фељтон, 1919.
- У кафани (рус. В кафе), фељтон, 1920.
- Недеља просвећења (рус. Неделя просвещения), фељтон, 1921.
- Трговачка ренесанса (рус. Торговый ренессанс), фељтон, 1922, (у Совјетском Савезу издан 1988)
- Пехар живота (рус. Чаша жизни), фељтон, 1922.
- Бенефиц лорда Керзона (рус. Бенефис лорда Керзона), фељтон издан у Берлину 1923.
- Дан нашега живота (рус. День нашей жизни), фељтон, 1923.
- Московске сцене (рус. Московские сцены, фељтон, 1923.
- Предмет „Комаров” (рус. Комаровское дело), фељтон, 1923.
- Кијев-град (рус. Киев-город), фељтон, 1923.
- Стубе према небу (рус. Лестница в рай),фељтон, 1923.
- Сати живота и смрти (рус. Часы жизни и смерти), оглед поводом смрти Лењина, 1924.
- У сате смрти (рус. В часы смерти), оглед поводом смрти Лењина, 1924.
- Египатска мумија (рус. Египетская мумия), фељтон, 1924.
- Москва 20-их година (рус. Москва 20-х годов), фељтон, 1924.
- Путовање по Криму (рус. Путешествие по Крыму), оглед, 1925.
- Писмо М.А. Булгакова влади СССР-а (рус. Письмо М. А. Булгакова правительству СССР), отворено писмо, 1930.

## Музеји
- Државни музеј „М.С. Булгаков” у Москви, „Злосретни стан”
- Културни центар „Булгаковски дом” (Бољшаја Садова, д. 10, Москва)
- „Дом Турбина”, књижевно-меморијални музеј „М.А. Булгаков” у Кијеву: Андрејевски спуск, д. 13[6].
- „Музеј једне улице” (музеј посвећен историји Андрејевског спуска, једног од старих путева у Кијеву који спаја горњи, централни део града, с доњим, трговачким делом) - део постава је посвећен животу Михаила Булгакова и његовом стваралаштву.

## Сећање на књижевника

### 120-годишњица
- 15. мај 2011. године у Кијеву су прославили 120-годишњицу од рођења М. Булгакова[7][8]
- 15. мај на каналу „Култура” приказали су уметнички филм „Позоришни роман”[9].
- У Москви у музеју-стану у Бољшој Садовој припремили су три нове изложбе[10][11]:
  - „Принове у музеју” (рус. „Новые поступления”);
  - „У ладици писаћег стола” (рус. „В ящике письменного стола”);
  - „Осам снова. Бег” (рус. „Восемь снов. Бег”)[12].
- На мајуру Булгакових у граду Буча Кијевске области прославио се дан рођења М. Булгакова. Открили су споменик писцу, положили темељ за врт и одржали међународни позоришни фестивал.[13][14]